# Напувалка

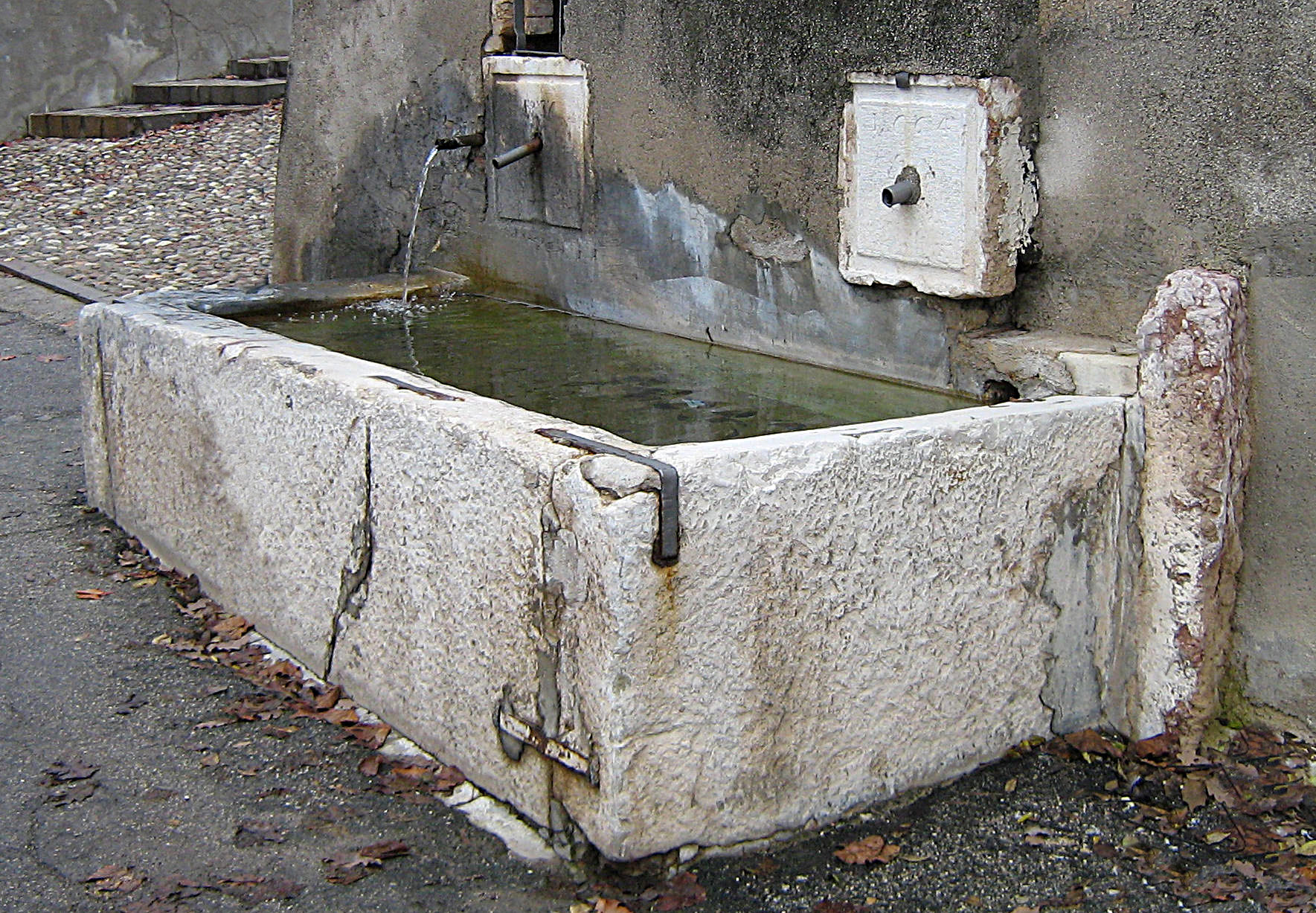
Кам'яна напувалка. Кастільйоне-делле-Стів'єре, Італія

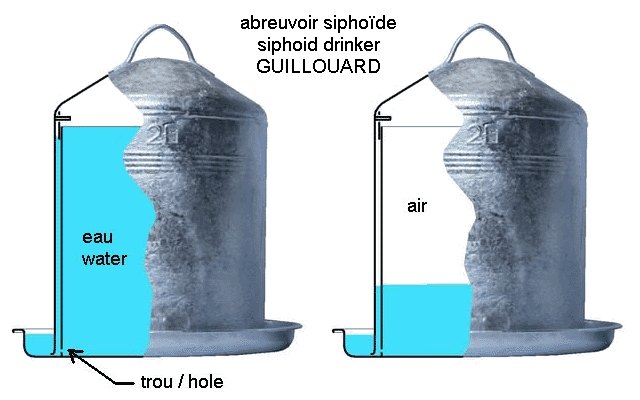
Будова автопоїлки

Напува́лка, пої́лка — посудина або пристрій для напування свійських тварин, птиці. У найпростішому варіанті являє собою корито чи іншу посудину (іноді встановлену просто біля криниці). Існують напувалки у вигляді невеликих кам'яних басейнів.
Автоматичні напувалки (автонапувалки, автопоїлки) подають воду в ємність автоматично. Найпростіший вид автопоїлки для птахів — наповнений водою горщик, перевернутий догори дном і поставлений на тарілці. За рахунок розрідження повітря всередині горщика над водяною поверхнею маса води утримується в ньому, виступаючи назовні тільки в межах тарілки. Після того, як частина води відпита, між вінцями горщика і тарілкою утворюється щілина, куди просмоктується повітря, що підвищує атмосферний тиск усередині і уможливлюючи тарілці знов наповнитися. Складніші види автопоїлок, влаштованих за цим же принципом сифона, складаються із закритої колби з оберненим догори відкритим носиком.
Інші варіанти автонапувалки для подачі воду в ємність з водопроводу чи резервуара використовують або поплавцевий клапан (як у карбюраторі чи змивному бачку унітаза), або педаль, яку тварина натискує мордою. У холодну пору року подавана до автонапувалок вода підігрівається.
Автонапування полегшує працю обслуговчого персоналу і дає можливість тваринам пити воду тоді, коли вони відчувають у ній потребу, що сприятливо позначається на їх продуктивності.